# 후지와라노 쇼시 (988년)
후지와라노 쇼시(藤原彰子, 988년 ~ 1074년)는 일본 이치조 천황의 제2황후이다.
후지와라노 미치나가의 딸로 1000년 입궁해 황후가 되었다. 쇼시를 보좌한 궁녀들은 무라사키 시키부, 이즈미 시키부, 아카조메 에몬, 이세노 다이후 등 당대의 유명 문인들로 일대 궁정 르네상스를 이루었다. 쇼시가 낳은 두 아들은 각각 고이치조 천황과 고스자쿠 천황이 되었다.
쇼시가 황후가 된 이후의 궁중 분위기는 겐지모노가타리의 모델이 된 것으로 보인다.